# جورج كوزميتسكي
جورج كوزميتسكي (بالإنجليزية: George Kozmetsky)‏ (و. 1917 – 2003 م) هو من الولايات المتحدة الأمريكية .
توفي عن عمر يناهز 86 عاماً.

## جوائز
حصل على جوائز منها:
- قلادة العلوم الوطنية الأمريكية في مجال التكنولوجيا والإبتكار.